# Молочные продукты

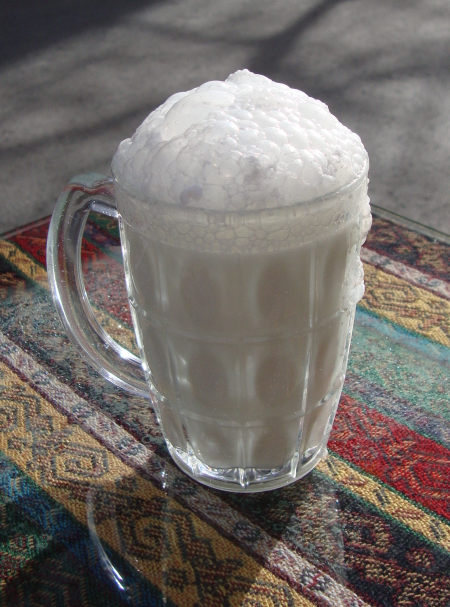
Кружка свежего айрана.

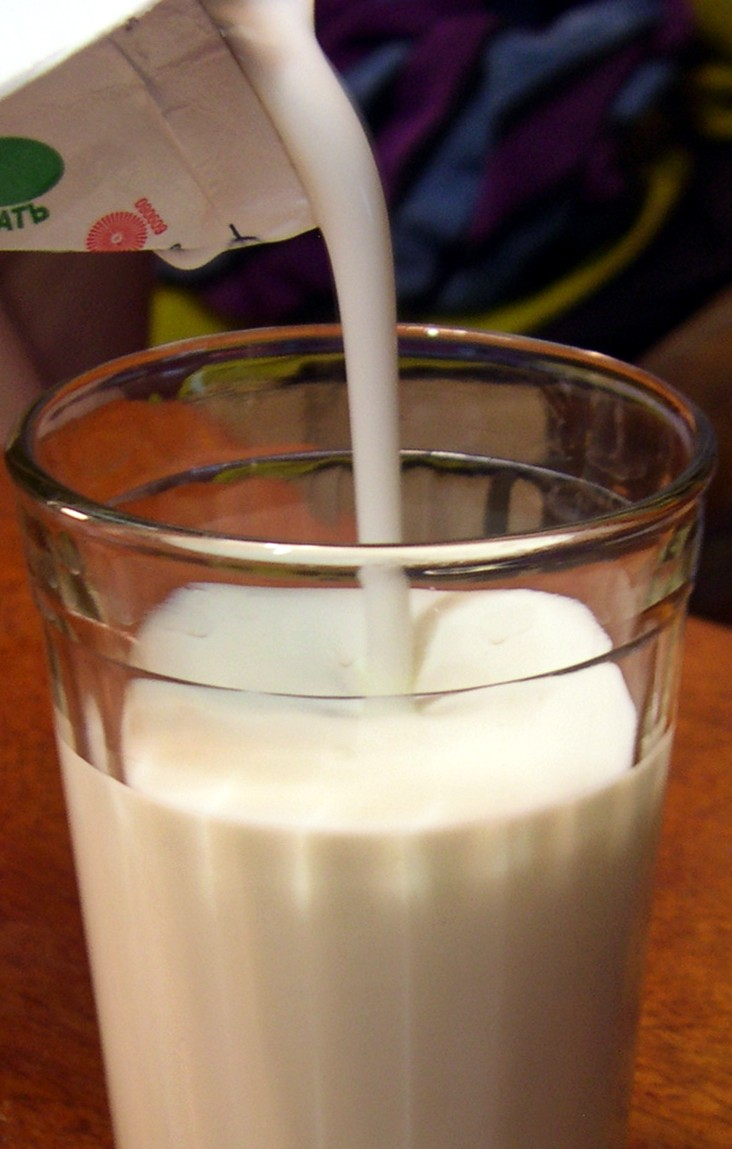
Стакан с кефиром.

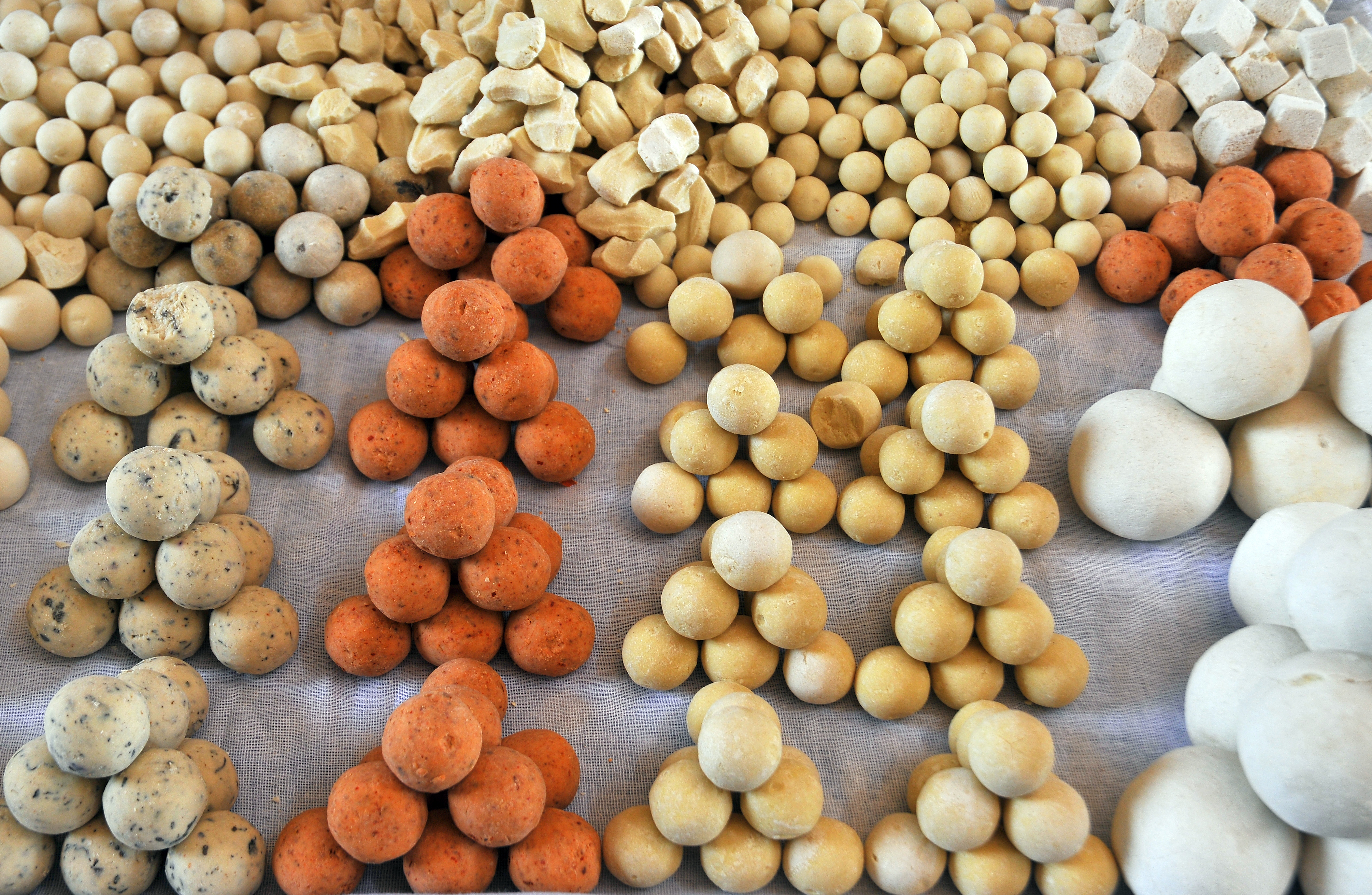
Курут

Молочные продукты — пищевые продукты, вырабатываемые из молока. 
Переработка молока в пищевые (молочные) продукты производится для придания особых вкусовых качеств и повышения устойчивости к хранению. Обычно используется молоко сельскохозяйственных животных, в первую очередь, коров, овец, верблюдов, яков и других.

## История
Использование молока, по результатам химического анализа керамики, известно в Анатолии (территория современной Турции) с середины 7 тысячелетия до н. э., в Европе — с 6 тысячелетия до н. э., а с 4 тысячелетия до н. э. достигло Британии.
Путешественники и крестьяне транспортировали его в бурдюках из овечьей шкуры. При тряске молоко в бурдюках иногда сбивалось в масло — к 2000 году до н. э. уже известны первые технические маслобойные приспособления (Аравийский полуостров и Сирия). Масло дольше хранилось и было более удобным для транспортировки, чем молоко. Примерно в то же время в Египте появляется сыр. Сыроделие быстро распространилось по Ближнему Востоку и Европе.
К XVI веку человечеству было известно большинство используемых сейчас молочных продуктов.

## Виды и типы
Молочные продукты, по своим свойствам, делятся на следующие виды и типы:
- Жидкие, питьевое молоко, сливки, молочные напитки, концентрированные, кисломолочные и другое;
- Вязкие и вязкопластичные, творог, творожные изделия, сгущённые, сливочное масло, мороженое, сыры и другое;
- Сыпучие или сухие, порошки и другое;
- Твёрдые, сыры и другое;
- Кисломолочные;
- Алкогольные;
- и так далее.

## Отказ от молочных продуктов
Некоторые группы людей сознательно отказываются от употребления в пищу молочных продуктов по следующим причинам:
- Религиозные причины: некоторые религии не позволяют своим последователям употреблять молочные продукты. К примеру, некоторые теоретики джайнизма вводят запрет на молочные продукты, поскольку в процессе их приготовления над коровами совершается насилие[2].
- Этические причины: веганизм запрещает употребление молочных продуктов прежде всего по причинам этического характера[3].
- Медицинские причины: некоторые диетологи говорят о вреде молочных продуктов не только для людей с индивидуальной непереносимостью (непереносимость лактозы), но также и для всех взрослых людей вообще[4].